# Berberis polyodonta
Berberis polyodonta är en berberisväxtart som först beskrevs av Friedrich Karl Georg Fedde, och fick sitt nu gällande namn av J. E. Laferriere. Berberis polyodonta ingår i släktet berberisar, och familjen berberisväxter. Inga underarter finns listade i Catalogue of Life.